# Le Midi socialiste
Le Midi socialiste est un ancien journal quotidien régional à tendance socialiste et radical-socialiste édité en France de 1908 à 1944.

## Historique
Son siège était situé à Toulouse au 38 rue Roquelaine et possédait aussi des bureaux à Paris dans la rue Feydeau.
Le journal était dirigé par le rédacteur en chef Vincent Auriol, député socialiste et futur président de la République (IVe République) après le départ d'Albert Bedouce pour prendre la  direction du journal radical-socialiste La Dépêche du Midi. 
Le Midi socialiste publiait 25 000 exemplaires par jour.
De nombreuses personnalités politiques y ont signé des articles tels que Jean Jaurès (député socialiste), Léon Blum (député socialiste), ou encore Paul Ramadier.
À partir de l'été 1940, lors de la chute de la République et du début du régime de Vichy la direction du journal change. Le quotidien entame aux côtés du régime de Vichy une ligne éditoriale collaborationniste.
Le quotidien disparaît en 1944 lors de la Libération, il est remplacé par Midi libre.

## Presse
- Le Midi socialiste dans Retronews, les archives numériques des journaux de la BnF.